# Poimenesperus phrynetoides
Poimenesperus phrynetoides är en skalbaggsart som beskrevs av Jordan 1894. Poimenesperus phrynetoides ingår i släktet Poimenesperus och familjen långhorningar. Inga underarter finns listade i Catalogue of Life.